# Приморськ (Україна)
Примо́рськ (до 1821 року — Обіточне; у 1821—1964 — Ногайськ; в 1964—1972 — Приморське) — місто в Україні, адміністративний центр Приморської міської громади Бердянського району Запорізької області.

## Географія
Приморськ розташований у Приазов'ї на річці Обитічній у місці злиття з нею річки Кільтиччя, на північно-західному березі Бердянської затоки у північній частині Азовського моря. Нижче за течією за 3,5 км розташоване село Комишуватка, вище за течією за 0,5 км і на протилежному березі — село Банівка.
Через місто проходить автомобільна дорога М14E58. Відстань до обласного центру становить 180 км і проходить автошляхами Р37 та М18.

## Історія
Територія сучасного міста та його околиць була заселена людьми в глибоку давнину. Поблизу Приморська та Комишуватки розкопано 8 курганів і виявлено залишки 5 поселень доби бронзи (III—І тисячоліття до н. е.). Досліджено також поселення і курган скіфського часу (IV ст. до н. е.), що має назву Гостра Могила. У цьому кургані знайдено золоту оббивку сагайдака, наконечники бронзових стріл і бронзовий перстень.
У 1800 році граф Орлов-Денисов, який одержав від царя на узбережжі Азовського моря 11,3 тис. десятин землі, привіз із Рязанської губернії кілька сімей і поселив їх на лівому березі річки Обіточної. За найменуванням цієї річки було названо й село. Переселенці, не маючи засобів для обробітку землі, деякий час займалися скотарством, переважно дрібним. Заможні мешканці почали розводити велику рогату худобу та коней.
У 1814—1838 роках у селі було побудовано кам'яний храм (перший з кам'яних храмів на території нинішньої Запорізької області).
Через Обіточне у першій половині XIX століття проходив торговельний шлях з Криму до Таганрога. Там, де цей шлях перетинав річку Обіточну, оселилося немало шинкарів, власників заїжджих дворів, купців. До села переїхало також багато родин з Петрівської та Захарівської фортець. Колишні солдати займалися здебільшого візникуванням та різними ремеслами. Крім того, в Обіточному проживало 24 сім'ї ногайських татар. Заможні ногайці торгували маслом, овечим лоєм, худобою, кіньми, хлібом. На правому ж березі річки розмістилося управління у справах ногайців, і починає формуватись містечко Обіточне. [Французы едут в Приазовье // Мелітопольський краєзнавчий журнал, 2018, № 11, с. 25-30.]

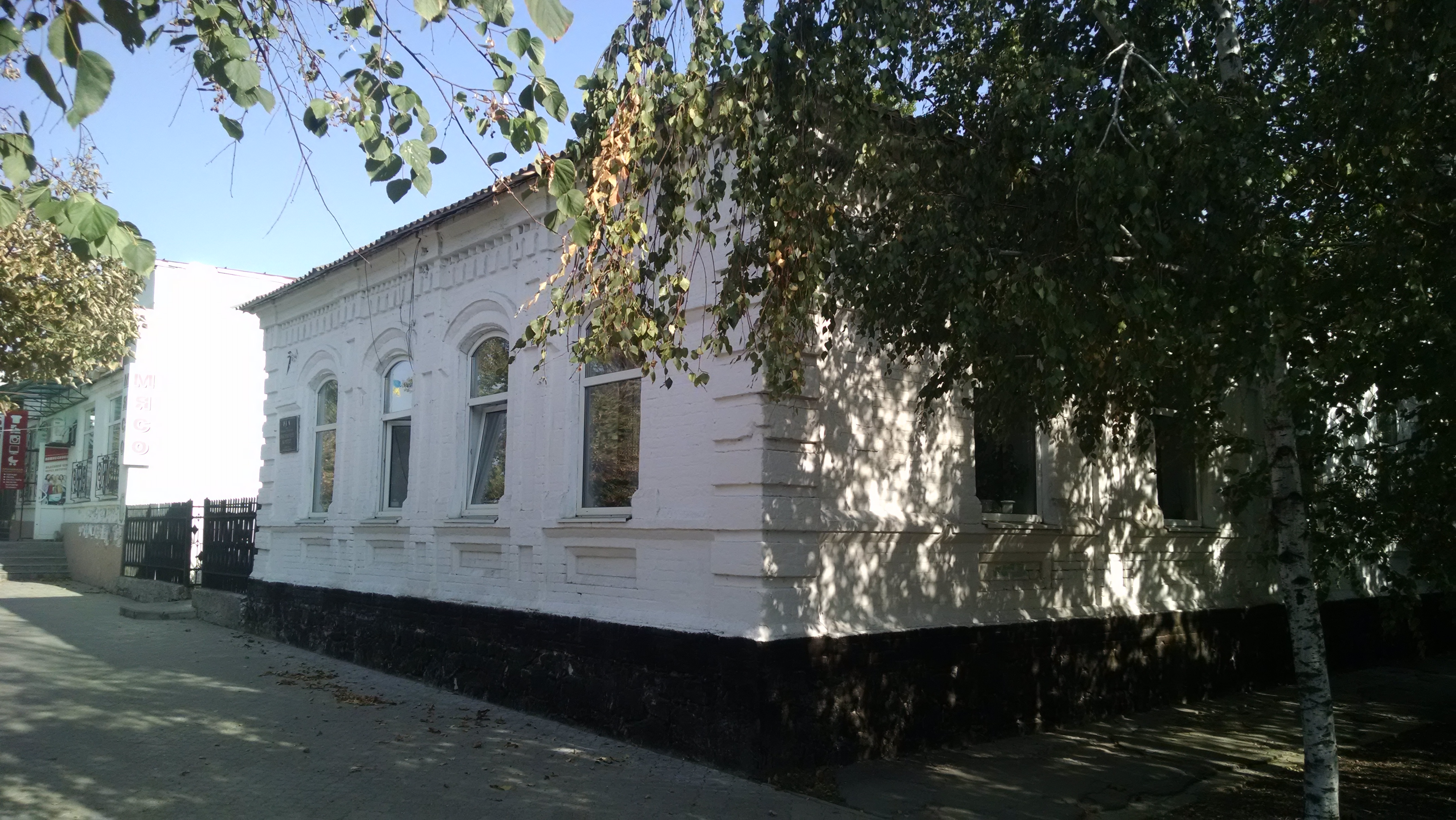
Будинок купця Карапєєва (нині — Приморський міськвиконком)

Багатії почали споруджувати собі кам'яні будинки на правому березі річки, слідом за ними сюди переселилися й родини з меншим достатком. З ініціативи і при безпосередній участі садівника Клерфона, який працював у графа Орлова-Денисова, 1811 року вздовж правого берега річки Обіточної було засновано та засаджено сад.
Напередодні реформи 1861 року у Ногайську налічувалося 3248 жителів, у тому числі понад 2 тис. міщан. Чимало з них наймитувало у селах повіту, інші візникували або займалися ремісництвом. Деякі міщани займалися сільським господарством. Кілька десятків жителів були спадкоємними дворянами, священнослужителями, іноземними колоністами. У місті налічувалося багато купців та дрібних торговців, бо в економіці переважала торгівля. Тут діяло 36 крамниць, 3 заїжджі двори тощо. Щотижня збиралися базари, а двічі на рік — 24 липня і 14 жовтня — ярмарки.
У 1868 році у Ногайську освятили православну Успенську церкву. У її проєктуванні брав участь Андрій Достоєвський. Згодом, у 1887 році, біля неї за проєктом архітектора О. Н. Агеєнка збудували дзвіницю.
1895 року у місті проживало 4140 мешканців. Міщани сплачували численні податки й побори, платили навіть за проїзд до моря, за право ловити рибу тощо. Ремісники через низьку купівельну спроможність населення не мали, де збувати свої вироби.
За переписом 1897 року кількість мешканців становила 3963 осіб (1962 чоловічої статі та 2001 — жіночої), з яких 3188 — православної віри, 508 — юдейської.

У 1914 році в Ногайську проживало 5,6 тис. осіб. У центрі міста височів православний собор. Від нього в усі боки розходилися небруковані й неосвітлені вулиці, обабіч яких тулилися глиняні хатини бідняків, криті очеретом чи соломою. Лише в торговельній частині стояли крамниці та розкішні особняки міської буржуазії.

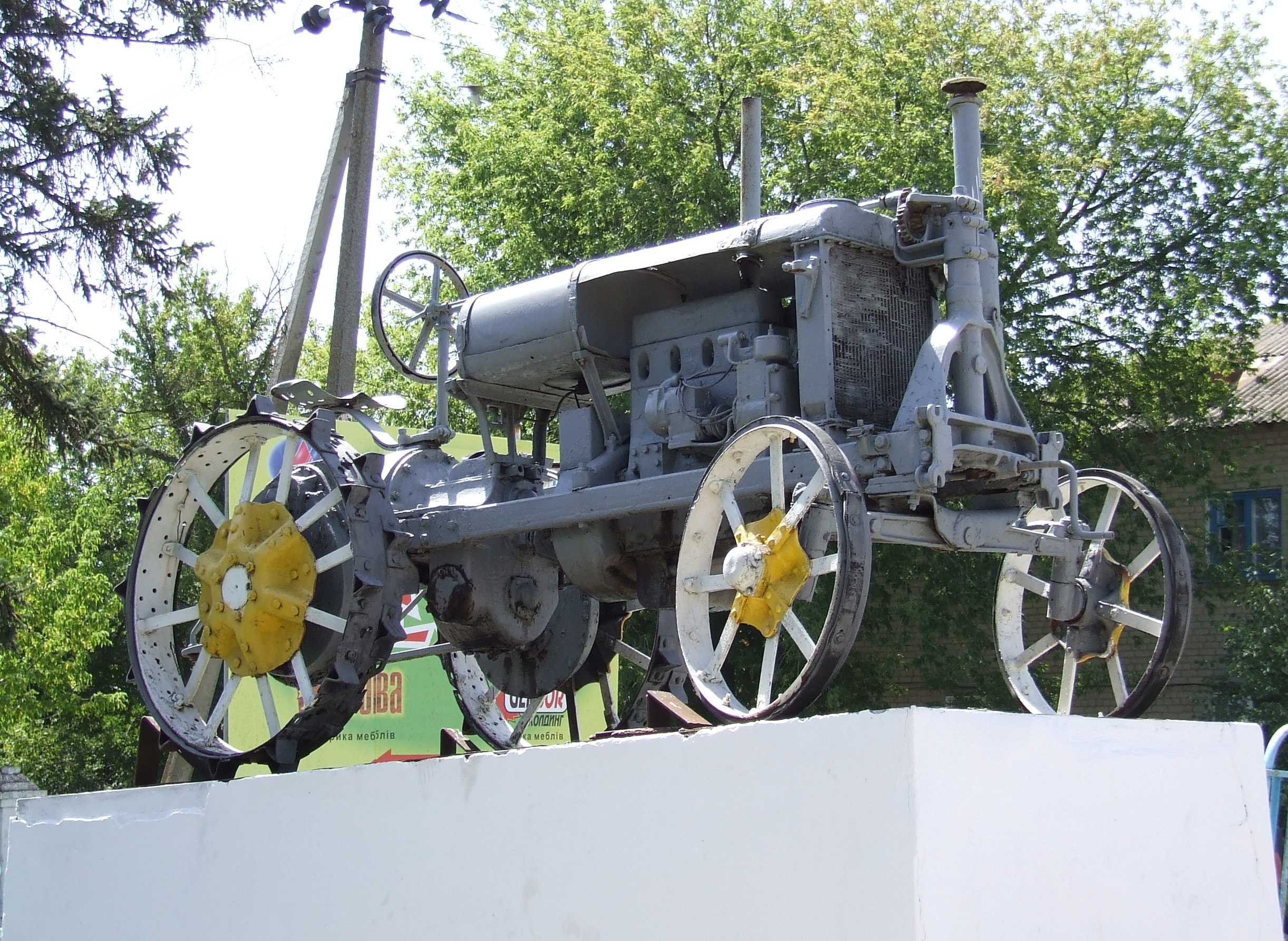
Пам'ятник трактору

1923 року створено Ногайський район. На цей час населення міста через розруху та голод зменшилося у порівнянні з 1914 роком на 1,8 тис. осіб. У жовтні 1924 року центр Ногайського району набув статусу села.
Під час Голодомору 1932—1933 років померло щонайменше 266 жителів міста.
З 1938 року село Ногайськ набуло статусу селища міського типу.
У 1941 році в кручі на березі моря біля хлібоприймального пункту випадково був виявлений скелет південного слона, що жив в цих краях більше 2 мільйонів років тому. В 1941 р. знахідка потрапила до рук німецької влади, яка завершила розкопки і відправила кістки до Берліну. Після 1949 р. знахідка опинилась в Ленінграді. Спочатку слон потрапив до Ермітажу з повернутою колекцією картин, а в даний час він експонується в Зоологічному музеї Санкт-Петербурга. Висота скелета становить 4,35 м і він є найбільш добре збереженим скелетом цієї тварини з пліоцену.
Радянські війська відійшли з Ногайська 6 жовтня 1941 року. До 1943 року було окуповане німцями.
З 1964 року смт Ногайськ перейменовано на смт Приморське. У 1967 році смт Приморське набуло статусу міста районного підпорядкування. У 1972 назва уточнена на Приморськ.
19 травня 2016 року, на підставі розпорядження № 275 голови Запорізької обласної державної адміністрації, перейменовані об'єкти топоніміки міста Приморськ:
| Сучасна назва      | Попередня назва     | Дата перейменування |
| ------------------ | ------------------- | ------------------- |
| вулиця Абрикосова  | вулиця Леванісова   | 19 травня 2016      |
| вулиця Банкова     | вулиця Пролетарська | 19 травня 2016      |
| вулиця Вербова     | вулиця Чапаєва      | 19 травня 2016      |
| вулиця Вереснева   | вулиця Голіка       | 19 травня 2016      |
| вулиця Дружби      | вулиця Голубенка    | 19 травня 2016      |
| вулиця Енергетиків | вулиця Єчіна        | 19 травня 2016      |
| вулиця Затишна     | вулиця Кари         | 19 травня 2016      |
| провулок Квітучий  | провулок Радгоспний | 19 травня 2016      |
| вулиця Малинова    | вулиця Радгоспна    | 19 травня 2016      |
| вулиця Райдужна    | вулиця Республіки   | 19 травня 2016      |
| вулиця Яблунева    | вулиця Жовтнева     | 19 травня 2016      |

17 липня 2020 року, у зв'язку з реформою адміністративно-територіального устрою і ліквідацією Приморського району, Приморськ втратив статус районного центру та увійшов до складу новоствореного Бердянського району.
26 лютого 2022 року, під час повномасштабного російського вторгнення в Україну, місто було тимчасово окуповане російськими військами.
11 лютого 2025 року до Державного реєстру нерухомих пам'яток України внесено об'єкт культурної спадщини національного значення в місті Приморську — Троїцьку церкву, яка побудована у 1814 році.

## Населення
Згідно з переписом населення 2001 р. 61.3 % населення Приморська становили українці, 28.1 % — росіяни, 8.3 % — болгари.

### Зміни чисельності населення
| 1897 | 1959 | 1979   | 1989   | 2001   | 2016   | 2017   |
| ---- | ---- | ------ | ------ | ------ | ------ | ------ |
| 3963 | 9634 | 12 380 | 13 965 | 12 973 | 12 085 | 11 995 |

### Національний склад
Національний склад населення за даними перепису 2001 року:
| Національність  | Відсоток |
| --------------- | -------- |
| українці        | 61,28%   |
| росіяни         | 28,08%   |
| болгари         | 8,28%    |
| татари          | 0,33%    |
| білоруси        | 0,62%    |
| вірмени         | 0,18%    |
| німці           | 0,11%    |
| інші/не вказали | 1,12%    |

### Мова
Розподіл населення за рідною мовою за даними перепису 2001 року:
| Мова            | Кількість | Відсоток |
| --------------- | --------- | -------- |
| російська       | 9437      | 73.38%   |
| українська      | 3212      | 24.98%   |
| болгарська      | 170       | 1.32%    |
| білоруська      | 11        | 0.08%    |
| вірменська      | 6         | 0.05%    |
| караїмська      | 1         | 0.01%    |
| румунська       | 1         | 0.01%    |
| грецька         | 1         | 0.01%    |
| інші/не вказали | 21        | 0.16%    |
| Усього          | 12860     | 100%     |

## Транспорт

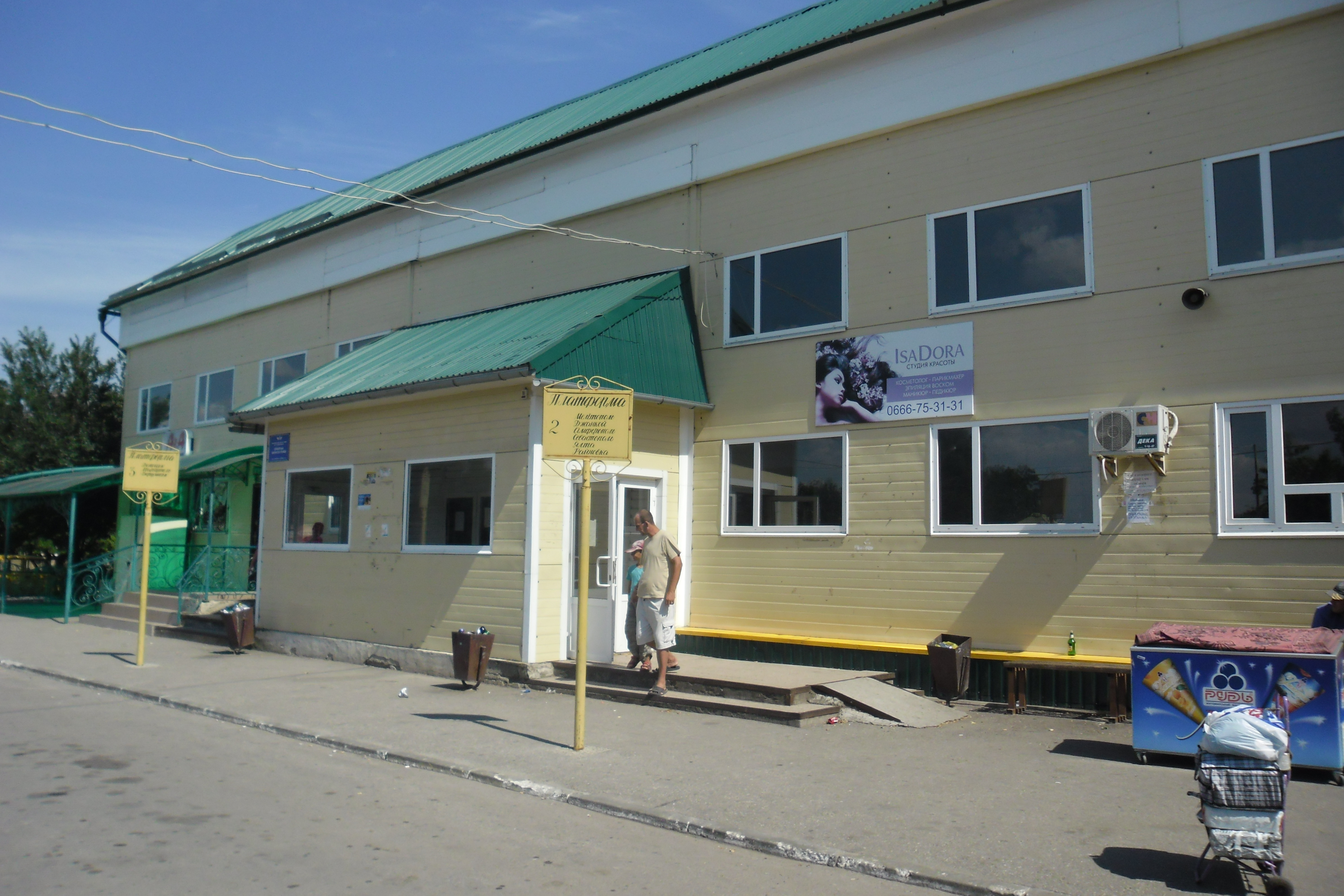
Автостанція
в Приморську

Через місто проходить автомагістраль державного значення Одеса — Мелітополь — Новоазовськ — Ростов-на-Дону (E58, у межах України М14). Залізниці немає. Найближча залізнична станція розташована за 32 км — Єлизаветівка на напрямку Бердянськ — Верхній Токмак.
Найближчий діючий аеропорт знаходиться в обласному центрі — м. Запоріжжя, морський порт — у м. Бердянськ.

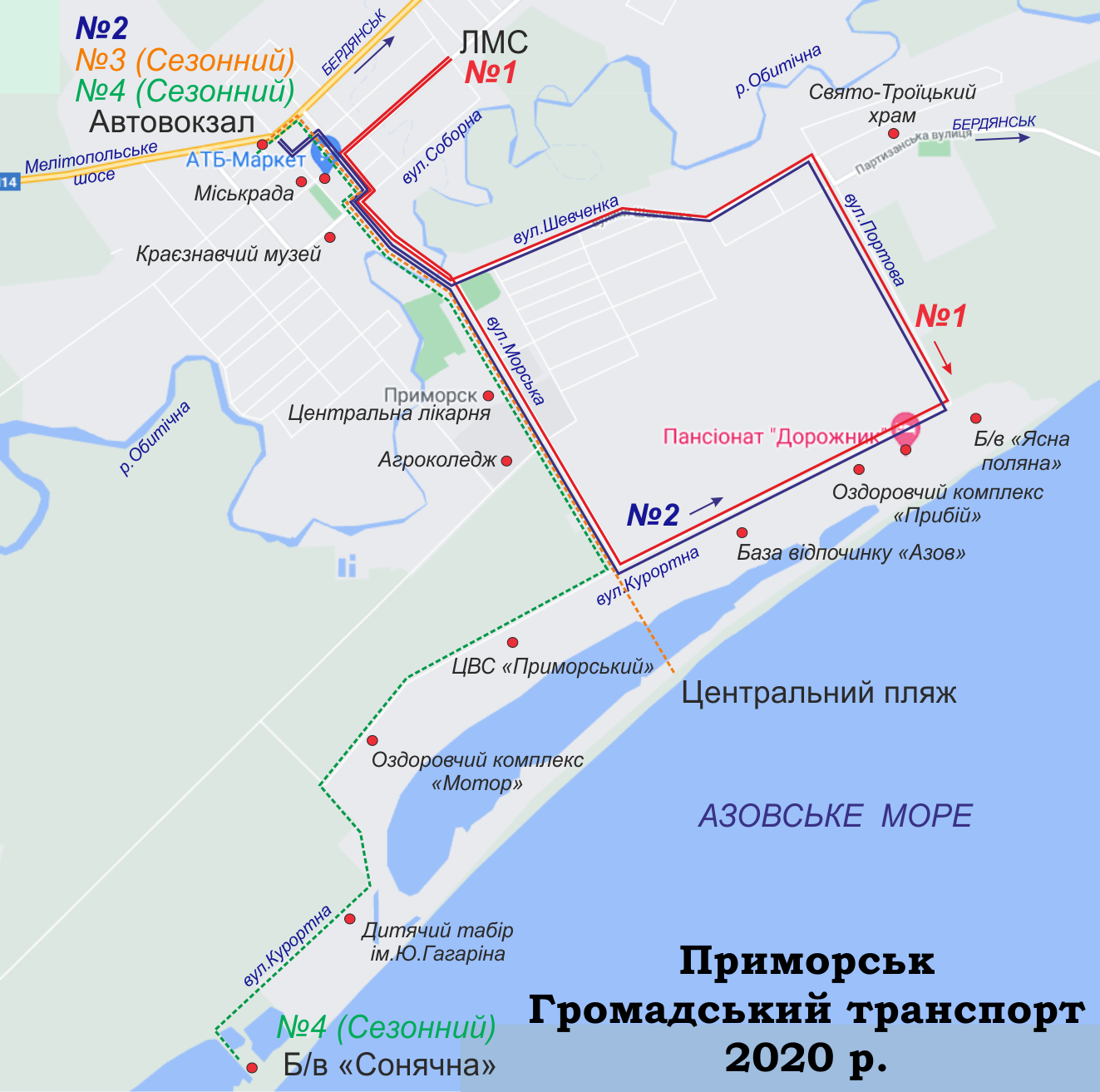
Автобусні маршрути Приморська

Громадський транспорт складають 4 автобусні маршрути, з них 2 сезонних, які сполучають центральну частину міста і автостанцію з зоною оздоровчих закладів на узбережжі Азовського моря.

## Економіка
Поблизу міста з 2019 року розташована Приморська ВЕС загальною встановленою потужністю 200 МВт.

## Соціальна сфера

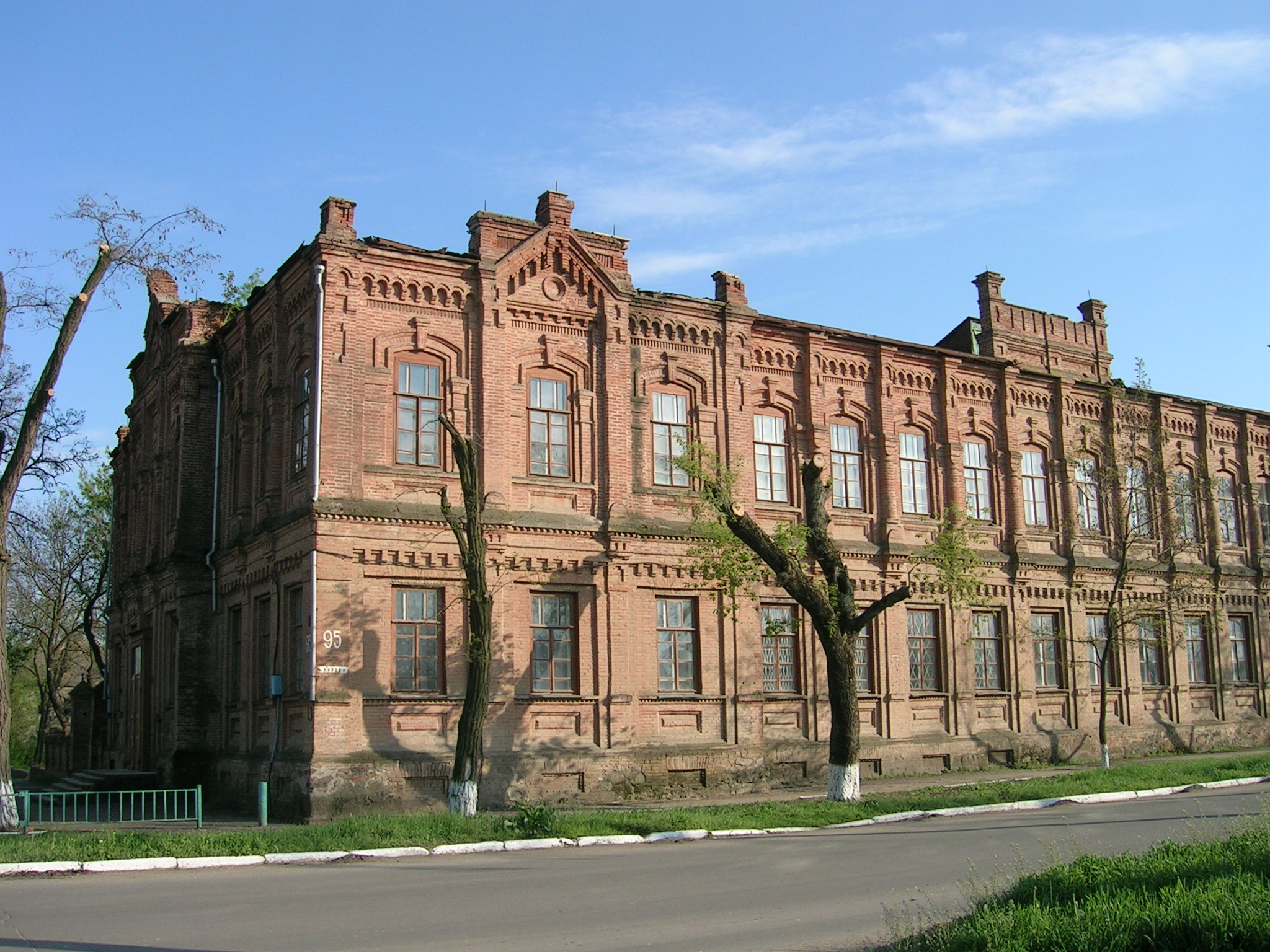
Центральна міська бібліотека

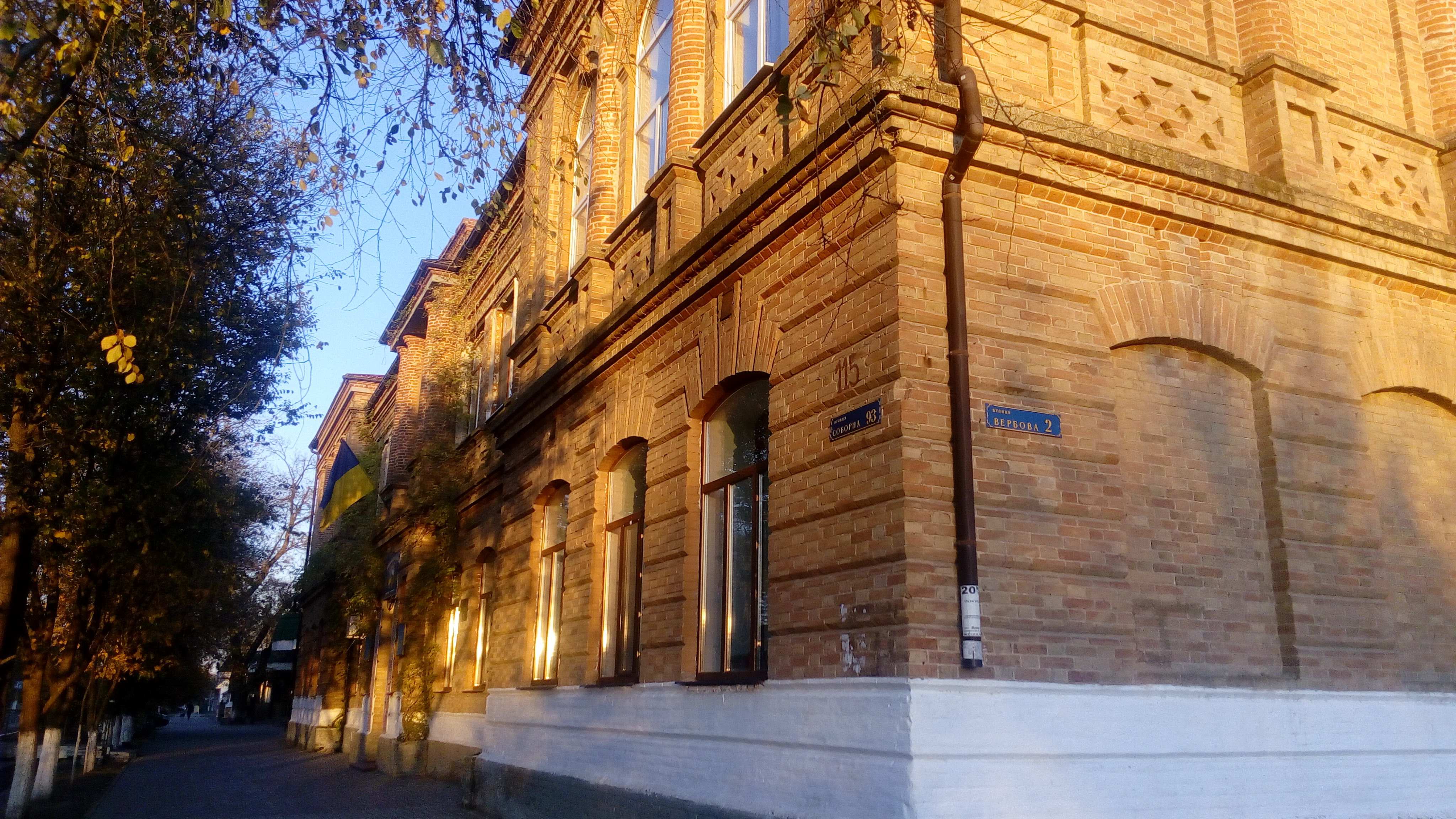
Українсько-болгарський ліцей

Місто Приморськ має статус курортного. Віддалений від великих міст, промислових підприємств, залізниць та аеропортів. Тому Приморськ вважають одним з найчистіших місць відпочинку на Азовському узбережжі та сприятливим для літнього оздоровлення дітей.
У місті діють — Приморська центральна районна бібліотека, Приморський районний будинок культури, Дитяча музична школа, Дитяча художня школа, Приморський районний організаційно-методичний центр.
У Приморську знаходиться краєзнавчий музей, який ррозташований у приміщенні колишньої початкової чотирикласної школи, що зведена наприкінці XIX століття. Основний фонд музею складається з понад 7 тис. експонатів. Щорічно музей відвідує близько 8000 осіб.
У колишній гімназії (пам'ятник культури) з 1996 року відкрито регіональний багатопрофільний українсько-болгарський ліцей.
З 1998 року місто Приморськ є центром проведення республіканського фестивалю «Ми — українські». У 2000 році здобув високого звання — Всеукраїнський. Фестиваль проводиться з метою збереження історичної пам'яті українського народу, що об'єднав у собі десятки національностей, з метою розвитку національних культур та допомоги національно-культурним організаціям. Під час фестивалю проводяться прес-конференції, засідання круглого столу, творчі зустрічі з національними колективами та окремими артистами.

## Курортно-оздоровче значення
Територіально курорт Приморськ складається з 2 великих ділянок, розташованих по 2 сторони коси Обитічної. Основною є східна ділянка, яка примикає до м. Приморськ. Західна ділянка примикає до села Преслав та селища Набережне.

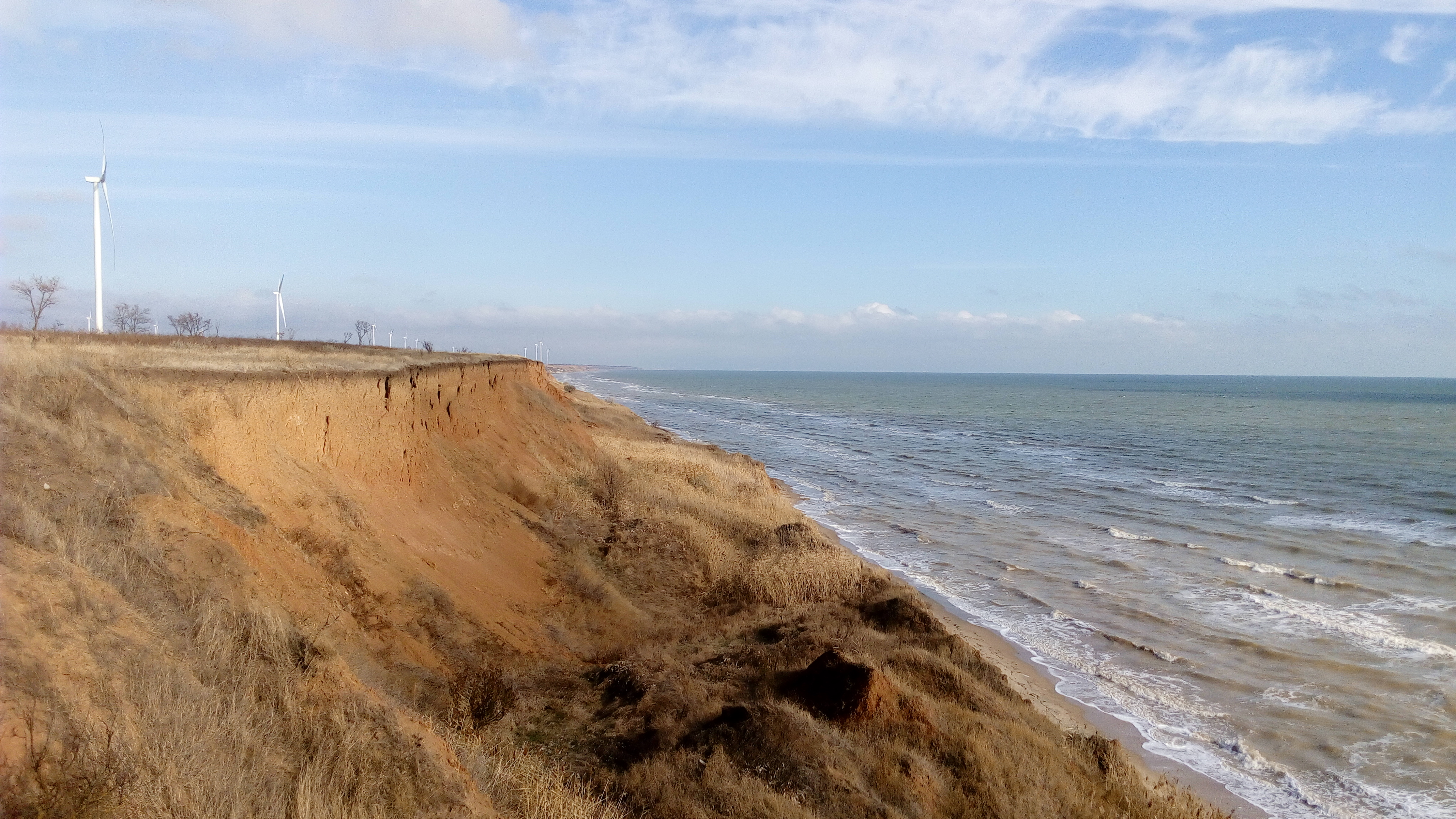
Приморські кручі

Приморськ має три паркових зони  — Центральний парк з пам'ятниками, дитячим майданчиком та зонами відпочинку, неподалік знаходиться «фонтан Мрій»; сквер «Без Меж» по вул. Вербова у 2019 р. був оновлений громадськими активістами; парк «Ювілейний»  — найбільший парк міста з виходом до узбережжя річки Обіточної, біля входу у парк є мотузкове містечко Верхолаз [Архівовано 23 лютого 2018 у Wayback Machine.].
Комплекс закладів масового відпочинку поблизу м. Приморськ сформувався на узбережжі Азовського моря між Великим лиманом і майданчиком хлібоприймального пункту. Протяжність берегової смуги цієї дільниці становить більше 6 км, а загальна площа дільниці — 131 га. Ця територія використовується переважно для тривалого відпочинку дорослих та дітей. На ній розташовані бази відпочинку, оздоровчі комплекси, міні-готелі, дитячі оздоровчі табори, обласна фізіотерапевтична лікарня, центральний пляж, турбаза, стоянка автотуриста, наметове містечко.
Для короткочасного відпочинку місцеве населення використовує обладнані пляжі на березі моря. На території центрального пляжу розташована рятувальна станція ГУ ДСНС України у Запорізькій області.
У західній частині курорту Приморськ поблизу селища Набережне, сформувався комплекс тривалого відпочинку дітей.
Прилегла на півдні до курорту Приморськ коса Обитічна є перспективним заповідником, у зв'язку з чим її використання в рекреаційних цілях виключається.
У лютому 2022 року стало відомо, що в районі «старого пляжу» Приморська планують побудувати аквапарк, який буде займати 22 га. Це будуть басейнові комплекси з гірками, готельний комплекс, парк та паркінги. Передбачається, що це буде найбільший аквапарк в Україні, якого немає ні в Бердянську, ні в Кирилівці.

## ЗМІ
- Приморка. City [Архівовано 21 січня 2020 у Wayback Machine.] — міське інтернет-видання, запущене 2019 року колективами газет: «Південна зоря» і «Приморські відомості» та Агенцією з розвитку локальних медіа «Або»[23].
- PRO.Primorsk.biz [Архівовано 28 травня 2020 у Wayback Machine.] — результат роботи колективу журналістів газет «Приморські відомості», «Приморськ діловий», «Відомості півдня», телекомпанії «Юг», радіо «Азовська хвиля».
- Студія Прим24 — перша громадська медіа платформа Приморська, ютуб-канал з сюжетами про історію міста, інтерв'ю, міські обговорення подій в Приморську.

## Відомі особи
- Саул Раскін (1878—1966) — американський художник, письменник, лектор і викладач, найбільш відомий своїми зображеннями єврейських сюжетів.
- Сластіон Опанас Георгійович (1855—1933) — український маляр і графік романтично-народницького напряму, етнограф, архітектор і педагог, засновник Миргородського краєзнавчого музею.
- Бойко Костянтин Петрович (1913—2000) — український радянський діяч, керуючий справами Ради Міністрів УРСР, голова Львівського міськвиконкому. Член ЦК КПУ в 1976—1990 р. Депутат Верховної Ради УРСР 7—11-го скликань.
- Ганчев Володимир Євгенович (1988) — солдат Збройних сил України, учасник російсько-української війни.
- Колесніченко Сергій Володимирович (1981—2015) — старший сержант Збройних сил України, учасник російсько-української війни.
- Ляшенко Геннадій Іванович (1938—2017) — український композитор, педагог, музикознавець, музично-громадський діяч.
- Ніколенко Олег Вікторович (1961) — заступник голови — керівник апарату Запорізької обласної державної адміністрації. Депутат Запорізької обласної ради.
- Шилов Сергій Володимирович (1994—2014) — солдат Збройних сил України, учасник російсько-української війни.